# نمکزار بونویل
نمکزار بونویل یک دریاچه نمک است که از متراکم در شهرستان توئل در شمال غربی یوتا واقع شده است. این منطقه بقایای دریاچه پلیستوزن بونویل است و به عنوان بزرگ‌ترین منطقه مسطح نمک در غرب دریاچه قرار دارد. این ملک زمین عمومی اداره شده توسط اداره مدیریت زمین است و برای سوابق سرعت زمین در "Bonneville Speedway" شناخته شده است. دسترسی به نمکزارها برای عموم باز است.
نمکزارها حدود ۱۲ مایل (۱۹ کیلومتر) طول و ۵ مایل (۸ کیلومتر) عرض دارند که پوسته ای تقریباً ۵ فوت (۱٫۵ متر) ضخامت در مرکز و کمتر از یک اینچ (۲٫۵ سانتی‌متر) در کناره‌ها دارند. تخمین زده می‌شود که ۱۴۷ میلیون تن نمک در این بخش وجود دارد که تقریباً ۹۰٪ آن نمک سفره رایج است.

## تاریخ

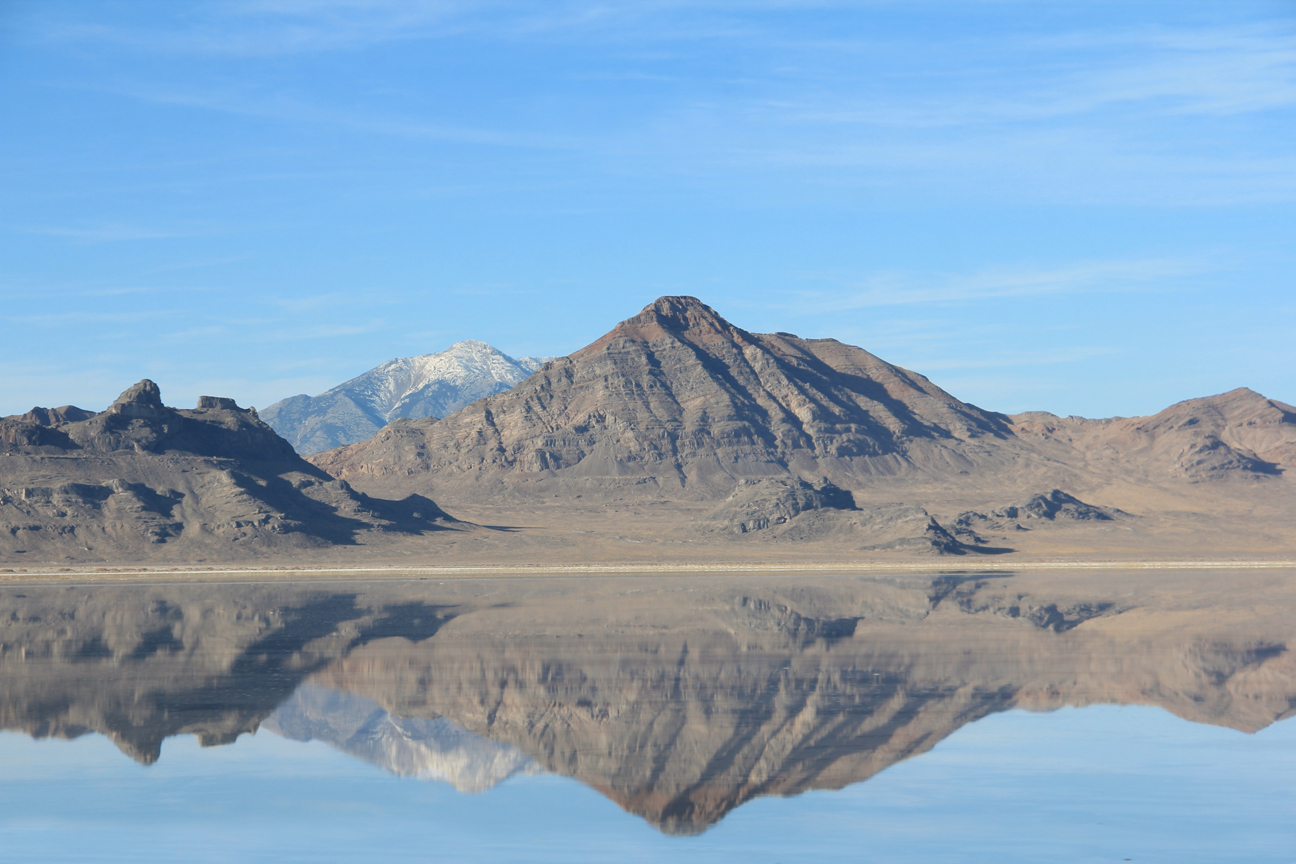
نمکزار بونویل در طول زمستان حدود ۱ اینچ آب روی آن قرار دارد

زمین‌شناس گرو کارل گیلبرت این منطقه را به نام بنجامین بونویل، افسر ارتش آمریکا که در دهه ۱۸۳۰ به کاوش در غرب بین قاره ای انجام داد، نامگذاری کرد. در سال ۱۹۰۷ بیل ریشل و دو بازرگان محلی با گرفتن یک پیرس-ارو موتورز رانندگی را به صورت آزمایشی بر روی این سطح آغاز کردند.
یک خط راه‌آهن در در سراسر نمکزارهای بونیل در سال ۱۹۱۰ به پایان رسید که اولین گذرگاه دائمی را نشان می‌داد. اولین رکورد سرعت زمین در سال ۱۹۱۴ توسط تدی تتزلاف در آنجا ثبت شد.
سرگرمی‌های فیلم‌برداری شده در نمکزار شامل بخش‌هایی از راه رفتن با دایناسورها ویژه - تصنیف بیگ آل، شوالیه رایدر، وارک، روز استقلال (۱۹۹۶) و دنباله آن، SLC Punk , Cremaster 2 از Cremaster Cycle، The Brown Bunny، The World's Fastest است. هندی، جری، درخت زندگی، تاپ گیر، دزدان دریایی کارائیب: در پایان جهان و جنگ ستارگان: قسمت هشتم - آخرین جدای در کریت. علاوه بر این، Pontiac Bonneville (سندان پرچمدار سابق بخش موتور Pontiac)، موتور سیکلت Triumph Bonneville، و شرکت رسانه بین‌المللی Bonneville همگی به خاطر تخت نمک نامگذاری شده‌اند.
نمکزار بونویل میزبان مسابقات قهرمانی تیراندازی با کمان ایالات متحده است. هدف تیراندازی با کمان پرتاب تیرها از کمان در بیشترین فاصله ممکن بدون توجه به هدف است و بنابراین این سطح مسطح وسیع به عنوان یک مکان ایده‌آل برای اندازه‌گیری مسافت خطی پیموده شده توسط فلش‌ها بدون تداخل جغرافیایی عمل می‌کند. هر دو رکورد جهانی ۱۹۷۷ (کماندار دان براون) و ۱۹۸۲ (کماندار آلن وبستر) در فلات نمکی Bonneville به ثبت رسید، در حالی که رکورد جهانی فعلی که در سال ۱۹۸۷ به دست آمد (کماندار دان براون) در نمکزار نزدیک اسمیت کریک به ثبت رسید. نوادا

## نگرانی‌های زیست‌محیطی

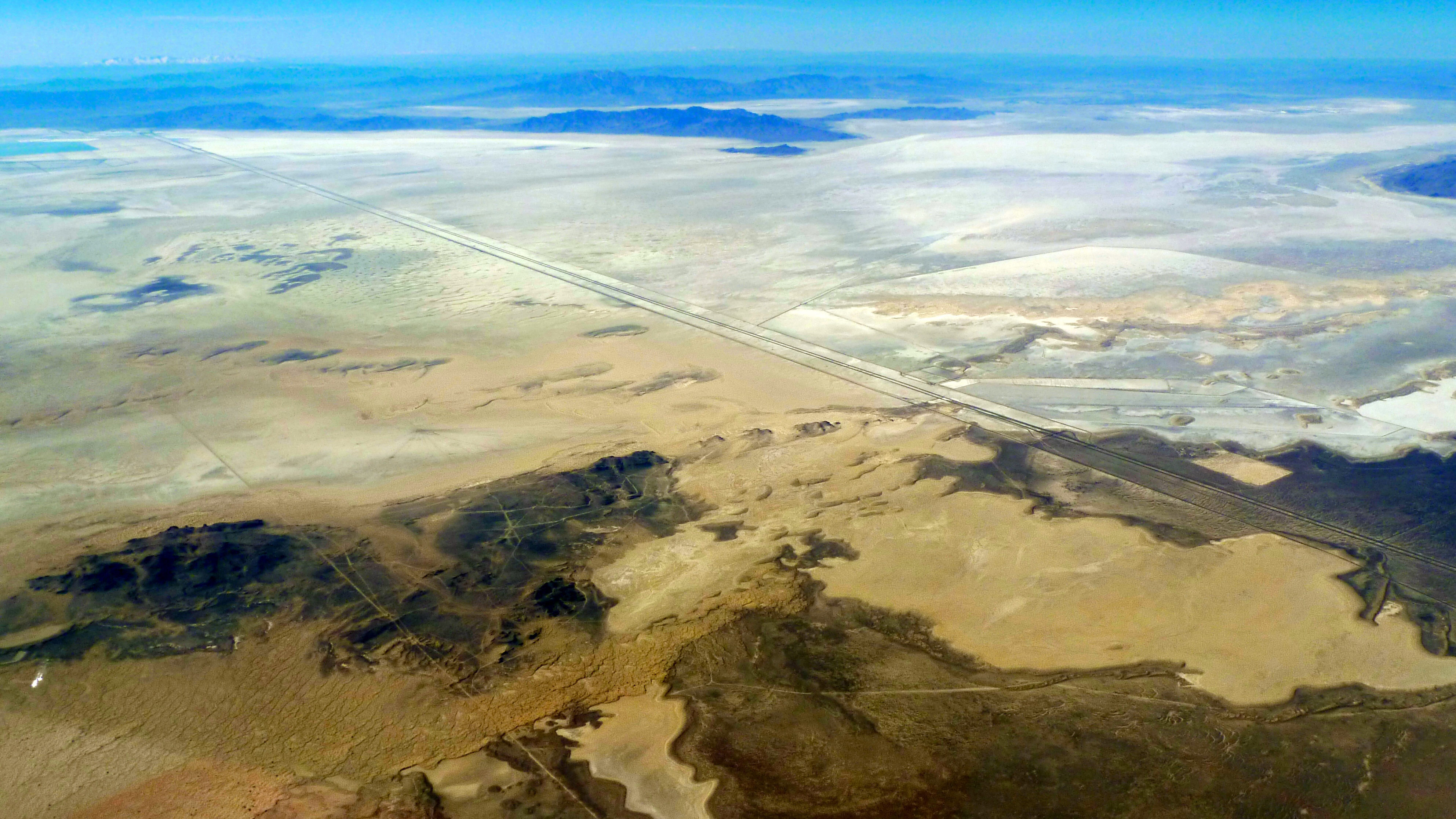
نمای هوایی از نمکزارهای بونویل در سال ۲۰۱۵. مسیر مسابقه در سمت چپ بالا قرار دارد

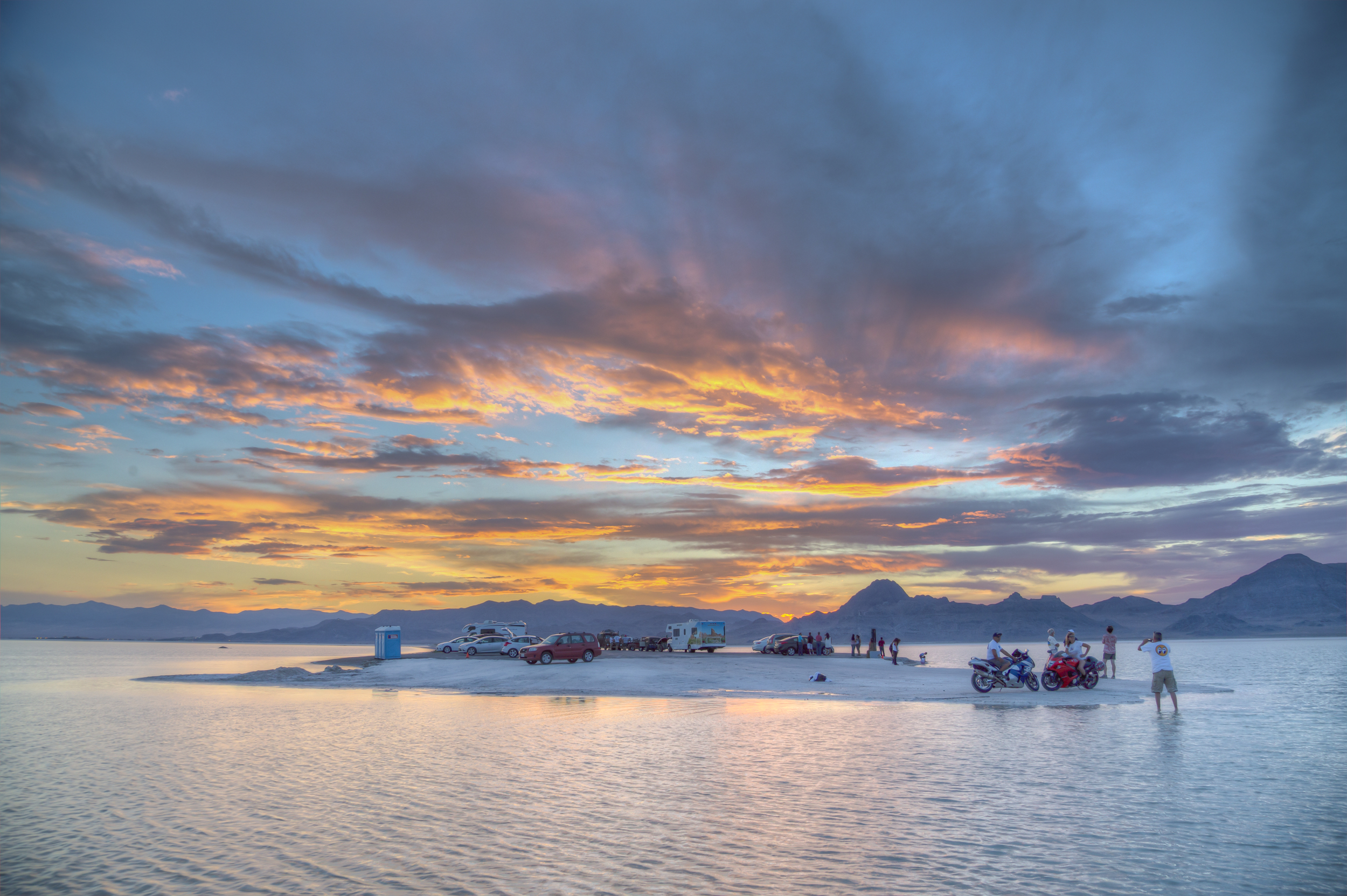
چادرنشینان در نمکزارهای بونویل

ضخامت پوسته نمک یک عامل حیاتی در استفاده مسابقه ای از مسطح نمک است. اداره مدیریت زمین (BLM) مطالعات متعددی را در این موضوع انجام داده است؛ در حالی که یک مطالعه در سال ۲۰۰۷ مشخص کرد که تغییر کمی در ضخامت پوسته نمک از سال ۱۹۸۸ تا ۲۰۰۳ وجود دارد، مطالعات اخیر کاهش ضخامت را نشان داده‌اند، به ویژه در منطقه شمال غربی که مسابقه در آن رخ می‌دهد. مساحت کلی مسطح نمک در طول چند دهه گذشته به‌طور قابل توجهی کاهش یافته است. علت یا علل این امر هنوز مشخص نیست، اما بسیاری معتقدند معدن کاری پوتاش تبخیری مجاور عامل اولیه است.
همکاری بین سازمان‌های مسابقه‌ای، معدن پتاس و BLM منجر به یک برنامه آزمایشی در سال ۱۹۹۸ شد تا آب نمک اضافی را در طول زمستان در نمک‌زارها آزاد کند. برنامه‌هایی برای افزایش حجم آب نمک برگشتی به نمک‌گاه‌ها امیدوار است که از دست دادن ضخامت پوسته جلوگیری کند، یا احتمالاً آن را در مکان‌هایی که بیش از حد نازک شده است که نمی‌تواند استفاده انسانی را حفظ کند، بازیابی کند.

## رویدادهای سرعت زمین

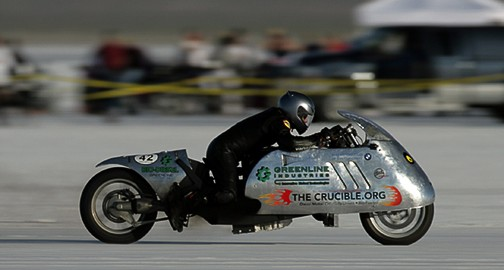
مایکل استورتز رکورد سرعت جهانی موتور سیکلت را با استفاده از ۱۰۰٪ بیودیزل ثبت کرد، ۲۰۰۷

مسابقه موتور سواری از سال ۱۹۱۴ در نمکزارهای بونویل صورت گرفته است. مسابقه در بخشی از نمکزارهای بونویل شناخته شده به عنوان Bonneville Speedway صورت می‌گیرد. پنج رویداد بزرگ سرعت زمین است که در نمکزار بونویل رخ می‌دهد. بونویل «هفته سرعت» اواسط ماه اوت برگزار می‌شود و به دنبال آن «دنیای سرعت» در ماه سپتامبر و «فینال جهانی» اوایل اکتبر برگزار می‌شود.
این سه رویداد از اتومبیل‌ها، کامیون‌ها و موتورسیکلت‌ها استقبال می‌کنند. «Bub موتور سیکلت محاکمه سرعت» تنها برای موتور سیکلت هستند. رکوردهای جهانی در شوت آوت مایک کوک در ماه سپتامبر مورد رقابت قرار می‌گیرد. انجمن زمان‌بندی کالیفرنیای جنوبی و انجمن مسابقه یوتا سالت فلتز رویدادهای چند خودرو را سازماندهی و برنامه‌ریزی می‌کنند، اما تمام مروجان رویداد به آماده‌سازی و حفظ نمک کمک می‌کنند. رویدادهای «هفته سرعت» در ماه اوت برای دومین سال متوالی در سال ۲۰۱۵، به دلیل شرایط بد نمک در بخش‌های خاصی از آپارتمان‌ها لغو شد. آپارتمان نمک در اوایل سال توسط باران‌های شدید باتلاق شده بود، که معمولاً اتفاق می‌افتد، اما باران‌ها نیز باعث گل و لای از کوه‌های اطراف و بر روی بخشی از آپارتمان‌های مورد استفاده برای دوره‌های مسابقه با سرعت زمین

## گرد و غبار ستاره ای
در سال ۲۰۰۴ فضاپیمای استارداست کپسول بازگشت نمونه خود را برای فرود در آپارتمان‌های سالت بونویل پس از پروازهای سیارک ۵۵۳۵ آنفرانک در سال ۲۰۰۲ و ستاره دنباله دار وایلد ۲ در سال ۲۰۰۴ منتشر کرد.